# Лънги
Лъ̀нги или Лънг (изписване до 1945 година: Лѫнги, Лѫнгъ, срещат се и форми без назализъм - Лъ̀ги и Лъг, Лък гръцки: Μικρολίμνη, Микролимни, до 1928 година Λάγκα) е село в Република Гърция, в дем Преспа, област Западна Македония.

## География
Селото е разположено на 35 километра югозападно от град Лерин (Флорина) в подножието на планината Корбец (Трикларио), близо до източния бряг на Малкото Преспанско езеро.

## История

### В Османската империя
В XV век в Лънка са отбелязани поименно 68 глави на домакинства.
Църквата в селото „Света Параскева“ е построена в XVIII век.
В XIX век Лънги е чисто българско село в Битолска каза. В „Етнография на вилаетите Адрианопол, Монастир и Салоника“, издадена в Константинопол в 1878 година и отразяваща статистиката на населението от 1873 година, Лаш (Lach) е посочено като село в каза Ресен с 15 домакинства и 42 жители българи. Според статистиката на Васил Кънчов („Македония. Етнография и статистика“) в 1900 година в селото живеят 150 българи християни.
На Етнографската карта на Битолския вилает на Картографския институт в София от 1901 година Лък е чисто българско село в Битолската каза на Битолския санджак с 25 къщи.
След Илинденското въстание през 1904 година цялото село минава под върховенството на Българската екзархия. По данни на секретаря на екзархията Димитър Мишев („La Macédoine et sa Population Chrétienne“) в 1905 година в Лък (Lak) има 120 българи екзархисти.

### В Гърция
През Балканската война в селото влизат гръцки части, а след Междусъюзническата война Лънги попада в Гърция. Боривое Милоевич пише в 1921 година („Южна Македония“), че Лък (Льк) има 25 къщи славяни християни. В 1928 година селото е прекръстено на Микролимни. В междувоенния период 29 души се изселват отвъд океана. В Гражданската война в Гърция селото пострадва силно и 70 семейства се изселват в социалистическите страни.
Според изследване от 1993 година селото е чисто „славофонско“.
| Име                   | Име        | Ново име    | Ново име    | Описание                               |
| --------------------- | ---------- | ----------- | ----------- | -------------------------------------- |
| Леската               | Λάσκατα    | Лептокариес | Λεπτοκαρυές | местност в Корбец на Ю от Лънги        |
| Голини или Голина     | Γκόλινι    | Фалакра     | Φαλακρά     | връх в Корбец на Ю от Лънги (1741 m)   |
| Бунарите              | Μπουνάρτες | Пигадия     | Πηγάδια     | връх в Корбец на Ю от Лънги (1390 m)   |
| Черешата              | Τσερέσιστα | Керасиес    | Κερασιές    | река в Корбец на Ю от Лънги            |
| Присой или Присо      | Πρίσοϊ     | Просилион   | Προσήλιον   | връх в Корбец на Ю от Лънги (1290,7 m) |
| Кошарища или Косерица | Κοσέριστο  | Сталос      | Στάλος      | връх в Корбец на ЮЗ над Лънги (1050 m) |

### Преброявания
- 1913 – 203 души
- 1920 – 202 души
- 1928 – 360 души плюс жителите на село Дреново
- 1940 – 316 души
- 1951 – 96 души
- 1961 – 149 души
- 1971 – 114 души плюс жителите на село Дробитища
- 1981 – 71 души
- 2001 – 71 души
- 2011 – 46 души

## Личности
Родени в Лънги
- Атина Апостолова (1946 – 2024), народна певица

Починали в Лънги
- Вангел Будина (1870 – 1908), български революционер, войвода на ВМОРО
- Зисо Янов (Ζήσης Γιαννούλης), гръцки андартски деец от трети клас[20]
- Йосиф Николов (1922 – 1948), гръцки комунист, един от първите бойци на ДАГ; от декември 1946 година служи в щаба на армията на Вич; участва в много сражения, завършва Военната школа на щаба на ДАГ; през септември 1948 година е тежко ранен при Тирнаво и умира; посмъртно е произведен в капитан[21]
- Цвятко Панов (? – 1904), български революционер, деец на ВМОРО
- Яни Сайовски (? – 1948), гръцки комунист, член на ЕПОН, ръководител на комитета на ЕПОН в Лънги през окупацията, войник на ДАГ, служи в ротата на ЕПОН в 18-а бригада, загива в 1948 година като командир на ротата[22]